# Port Alexander
Port Alexander è una città degli Stati Uniti d'America situato nella Census Area di Prince of Wales-Hyder nella regione sud-orientale dello stato dell'Alaska.

## Geografia fisica
Port Alexander è situato sulla punta sud-est di Baranof Island poco oltre l'imboccatura del Chatham Strait. Per la sua posizione molto riparata offre un approdo sicuro durante le tempeste che frequentemente interessano il Chatham Strait.
Sull'isola Baranof non vi sono strade, pertanto Port Alexander è raggiungibile solo via mare o tramite idrovolante. Esiste un idroscalo di proprietà dello stato dell'Alaska chiamato Port Alexander Seaplane Base, (codice IATA "PDT"),. In base al programma di  Essential Air Service, nel periodo 2014-2016, la Harris Aircraft Services fornisce due voli settimanali A/R da Sitka.

## Storia
Il capitano della Royal Navy George Vancouver fu il primo europeo a visitare Port Alexander nel 1795. Il sito venne chiamato con nome attuale nel 1849 dal capitano Tebenkov, al tempo governatore delle colonie russe in America. Un insediamento permanente venne costituito agli inizi del 1900, quando varie  famiglie di pescatori vi si stabilirono aprendovi anche negozi ed una società commerciale per la vendita di pesce. Fra gli anni 1920 e 1930 la comunità di Port Alexander crebbe fino a circa 2.500 persone con residenti per tutto l'anno e la costruzione di negozi, ristoranti, un ufficio postale (1926) ed una scuola. Durante l'estate oltre 1.000 barche da pesca erano ormeggiate nel piccolo porto protetto. A partire dal 1938 vi fu una progressiva diminuzione del pescato che rese la lavorazione del salmone antieconomica. Questo, unitamente allo scoppio della seconda guerra mondiale, portarono ad un crollo dell'economia della città. Nel 1950 solo 22 residenti erano rimasti per tutto l'anno. A partire dal 1970 grazie alla cessione di terreni da parte dello stato e ad una fase crescente della pesca del salmone, si è avuto un progressivo aumento di residenti. La città è stata costituita nel 1974 e staccata dal Comune di Sitka.